# Gare de Joigny-sur-Meuse
Ne doit pas être confondu avec Gare de Joigny.
La gare de Joigny-sur-Meuse est une gare ferroviaire française de la ligne de Soissons à Givet, située sur le territoire de la commune de Joigny-sur-Meuse, dans le département des Ardennes en région Grand Est.
C'est une halte ferroviaire de la Société nationale des chemins de fer français (SNCF), desservie par des trains TER Grand Est.

## Situation ferroviaire
Établie à 148 m d'altitude, la gare de Joigny-sur-Meuse est située au point kilométrique (PK) 153,585 de la ligne de Soissons à Givet, entre les gares de Nouzonville et de Bogny-sur-Meuse.
Elle dépend de la région ferroviaire de Reims. Elle dispose de deux voies principales (V1 et V2) et de deux quais d'une « longueur continue maximale » (longueur utile) de 167 m pour le quai 1 de la voie V1 et de 167 m pour le quai 2 de la voie V2.

## Histoire
Le bâtiment voyageurs est vraisemblablement une maison de garde-barrière à un étage qui a été agrandie en construisant une aile latérale.

## Fréquentation
Selon les estimations de la SNCF, la fréquentation annuelle de la gare figure dans le tableau ci-dessous
.
| Année     | 2015   | 2016   | 2017   | 2018   | 2019   | 2020   | 2021   | 2022   | 2023   | 2024   |
| --------- | ------ | ------ | ------ | ------ | ------ | ------ | ------ | ------ | ------ | ------ |
| Voyageurs | 21 861 | 19 924 | 16 490 | 14 796 | 14 007 | 13 973 | 15 196 | 11 957 | 13 652 | 13 128 |

## Service des voyageurs

### Accueil
Halte SNCF, c'est un point d'arrêt non géré (PANG) à entrée libre.

### Desserte
Joigny-sur-Meuse est desservie par des trains des réseaux TER Grand Est qui circulent entre les gares de Charleville-Mézières et Givet, via Revin.

### Intermodalité
Le parking des véhicules est possible.

## Dans la littérature
Dans le récit souriant d'une épopée touristique au long de Sambre et Meuse recueilli dans Chemins d'eau, Jean Rolin s'extasie devant la succession des gares qui ponctuent son trajet de Givet à Charleville-Mézières (pour lui, chacune « pourrait être celle où débarque le narrateur d'Un balcon en forêt ») et spécialement des panneaux invitant à prendre garde au train croiseur, où il choisit de lire « sans doute une allusion, pour les enfants, à quelque moloch du premier âge industriel ».